# Resolutie 1936 Veiligheidsraad Verenigde Naties
Resolutie 1936 van de Veiligheidsraad van de Verenigde Naties werd op 5 augustus 2010 unaniem aangenomen door de VN-Veiligheidsraad en verlengde de VN-bijstandsmissie in Irak met een jaar.

## Achtergrond
Op 2 augustus 1990 viel Irak zijn zuiderbuur Koeweit binnen en bezette dat land. De Veiligheidsraad veroordeelde de inval nog diezelfde dag middels resolutie 660, en later kregen de lidstaten carte blanche om Koeweit te bevrijden. Eind februari 1991 was die strijd beslecht en legde Irak zich neer bij alle aangenomen VN-resoluties. Het land werd vervolgens verplicht om zich te ontwapenen door onder meer al zijn massavernietigingswapens te vernietigen. Daaraan werkte Irak echter met grote tegenzin mee, tot grote woede van de Verenigde Staten, die het land daarom in 2003 opnieuw binnenvielen. Kort hierop vroeg de door de VS geleide overgangsregering van Irak de Verenigde Naties om hulp bij onder meer het herzien van de grondwet en de organisatie van verkiezingen, en werd de VN-bijstandsmissie in Irak opgericht. In 2004 werd de overgangsregering opgevolgd door een Iraakse interim-regering. In 2005 werd een nieuwe grondwet aangenomen en vonden verkiezingen plaats, waarna een coalitie werd gevormd. In de tussentijd werd het land echter geplaagd door sektarisch geweld en bleven er vele slachtoffers vallen door de talloze terreuraanslagen.

## Inhoud

### Waarnemingen
De Veiligheidsraad riep de Iraakse overheid op de democratie en ordehandhaving in het land te versterken en terrorisme en sektarisch geweld te bestrijden teneinde een veilige, stabiele, federale, verenigde en democratische natie op te bouwen. In maart 2010 waren er succesvol verlopen parlementsverkiezingen gehouden. Intussen was de veiligheid in Irak al verbeterd, maar er was meer nodig. Alle gemeenschappen in het land moesten deelnemen aan het politieke proces en geen acties ondernemen die de spanningen doen toenemen en zodoende tot een overeenkomst komen over de verdeling van middelen (olie-inkomsten) en de interne grenzen. De UNAMI-missie van de VN adviseerde en ondersteunde Irak hierbij. Voorts moesten ook humanitaire kwesties en de terugkeer van vluchtelingen aangepakt worden.

### Handelingen
Het mandaat van UNAMI werd verder verlengd tot 31 juli 2011. De Iraakse overheid en de lidstaten werden gevraagd verder te zorgen voor de veiligheid van het VN-personeel en die laatsten ook voor verdere financiële ondersteuning.

## Verwante resoluties
- Resolutie 1883 Veiligheidsraad Verenigde Naties (2009)
- Resolutie 1905 Veiligheidsraad Verenigde Naties (2009)
- Resolutie 1956 Veiligheidsraad Verenigde Naties
- Resolutie 1957 Veiligheidsraad Verenigde Naties

Lijst ·  1908 ·  1909 ·  1910 ·  1911 ·  1912 ·  1913 ·  1914 ·  1915 ·  1916 ·  1917 ·  1918 ·  1919 ·  1920 ·  1921 ·  1922 ·  1923 ·  1924 ·  1925 ·  1926 ·  1927 ·  1928 ·  1929 ·  1930 ·  1931 ·  1932 ·  1933 ·  1934 ·  1935 ·  1936 ·  1937 ·  1938 ·  1939 ·  1940 ·  1941 ·  1942 ·  1943 ·  1944 ·  1945 ·  1946 ·  1947 ·  1948 ·  1949 ·  1950 ·  1951 ·  1952 ·  1953 ·  1954 ·  1955 ·  1956 ·  1957 ·  1958 ·  1959 ·  1960 ·  1961 ·  1962 ·  1963 ·  1964 ·  1965 ·  1966